# كريسانت بوتش
كريسانت بوتش إسبين (بالإسبانية: Crisant Bosch i Espín) (26 ديسمبر 1907 – 13 أبريل 1981) لاعب كرة قدم إسباني راحل كان يجيد اللعب في خط الوسط .
لعب طوال مسيرته الرياضية في أندية جوبيتر، إسبانيول (1928-1943) تيراسا.
مثل منتخب إسبانيا في 8 مباريات مسجلا هدف واحد (1928-1934). شارك مع منتخب إسبانيا في بطولة كأس العالم 1934 في إيطاليا حيث خرج من الدور الربع النهائي.
تولى تدريب أندية إسبانيول (1946).

## وصلات خارجية
- كريسانت بوتش على موقع الاتحاد الدولي (مؤرشف)  (الإنجليزية)
- كريسانت بوتش على موقع ناشيونال فوتبول تيمز (الإنجليزية)

- سيرة ذاتية